# Poste centrale du Louvre
La poste centrale du Louvre (anciennement l'hôtel des Postes et actuellement administrativement référencé « bureau de poste de Paris - Louvre ») est un bureau central de La Poste à Paris, occupant dans le 1er arrondissement la partie nord d'un îlot délimité : à l'ouest par la rue du Louvre où est situé l'entrée réservée au public (no 52), au nord par la rue Étienne-Marcel et au sud-est par la rue Jean-Jacques-Rousseau où se trouvent les accès aux zones de chargement et de déchargement. 
Le bâtiment haussmannien accueillant, entre autres, ce bureau de poste, fut achevé en 1886 et conçu par l'architecte Julien Guadet.
Situé au cœur de Paris, l'ensemble de cet édifice historique a fait l'objet d'importants travaux de rénovation entre début 2016 et fin 2021. Ce vaste et ambitieux projet architectural et urbain a été conçu par Dominique Perrault associé à Jean-François Lagneau, architecte en chef des monuments historiques.
Inaugurée le 10 janvier 2022,, la nouvelle poste du Louvre, totalement rénovée, a finalement rouvert ses portes au public le 18 janvier 2022, avec cependant deux modifications structurelles majeures : une amplitude horaire réduite (fermeture à minuit au lieu de 6 heures du matin) et une disparition des guichets financiers de la Banque Postale,.

## Historique

### L'hôtel d'Armenonville
En 1757, l'hôtel d'Armenonville est acheté par Laurent Destouches pour le compte de Louis XV afin d’y installer l’administration des Postes. Il était situé rue de la Plâtrière, actuelle rue Jean-Jacques-Rousseau, entre les rues Coq-Héron, Verdelet et Coquillière.
Auparavant, la « Poste aux lettres » se situait depuis 1689 dans l'hôtel de Villeroy au 34, rue des Bourdonnais, quartier des Halles, à Paris.

### L'hôtel des Postes

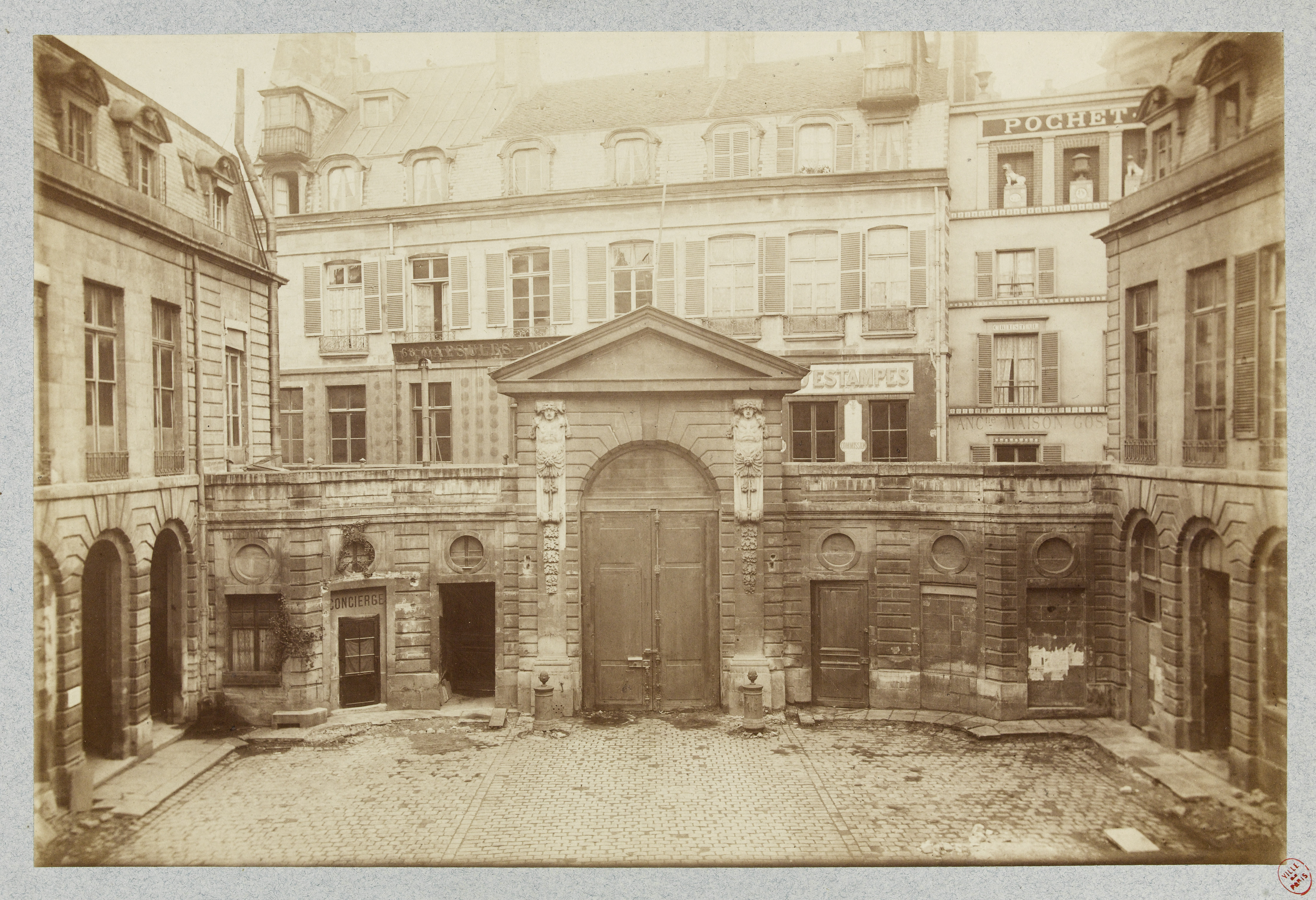
Cour de l'ancien hôtel des Postes le 13 novembre 1880.

L'hôtel d'Armenonville étant devenu insalubre et trop exigu, et le plan du quartier ayant été substantiellement modifié dans le cadre des transformations de Paris sous le Second Empire, l'hôtel est totalement démoli à la fin du XIXe siècle. C’est à l’architecte Julien Guadet qu’est confiée la construction de l'actuel bâtiment à l’emplacement du précédent, entre 1878 et 1886, dans une parcelle redessinée par le percement des rues du Louvre et Étienne-Marcel. En outre, en creusant pour établir les fondations, un fossile est découvert : il s’agit d'une molaire de mammouth que l’architecte remet au Muséum national d'histoire naturelle. Le nouvel édifice est officiellement inauguré le 14 juillet 1888.

### Le bureau de poste de Paris - Louvre

#### Modernisation

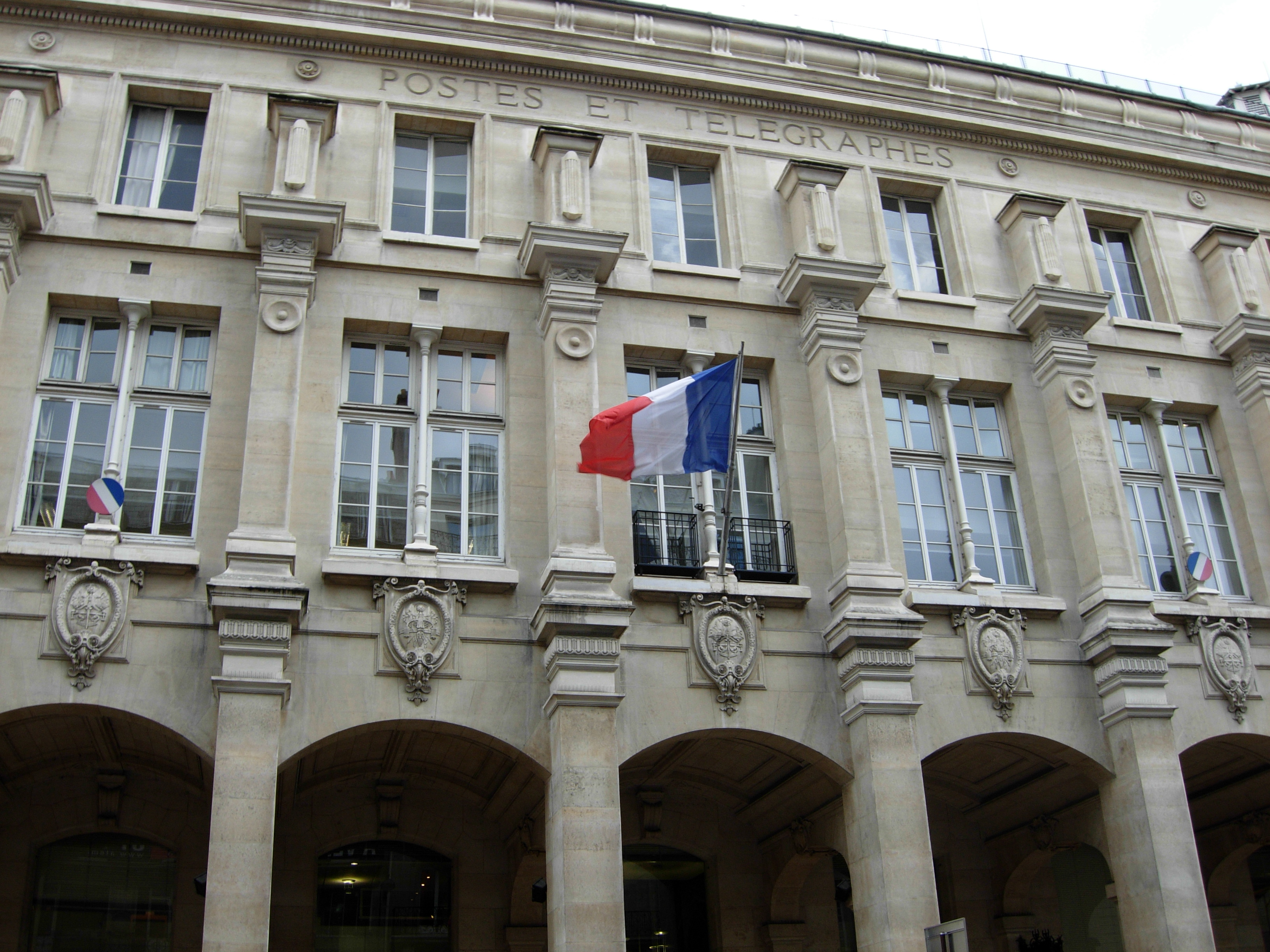
Façade (côté rue du Louvre) du bureau de poste de Paris - Louvre en 2006.

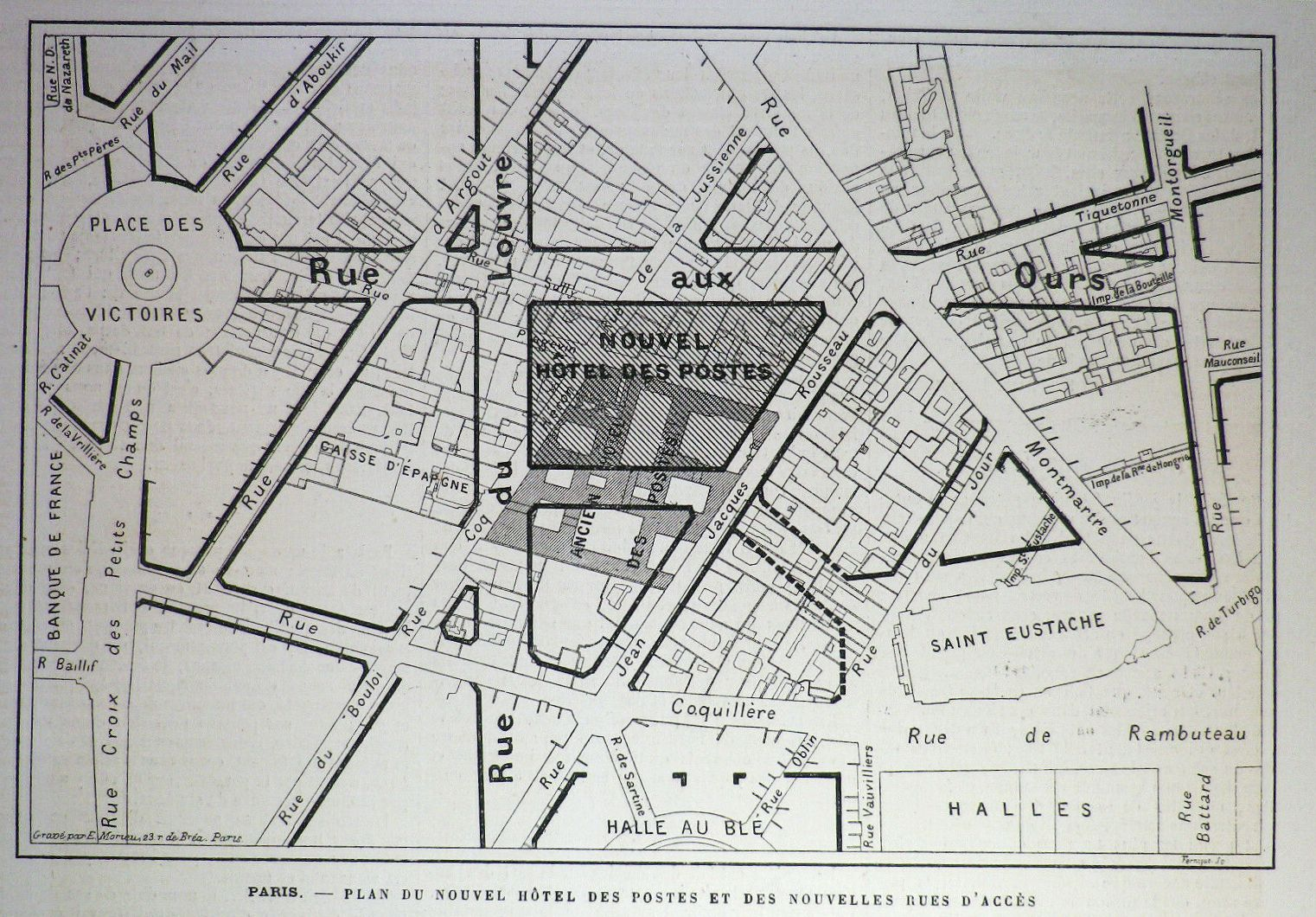
Plan du nouvel hôtel des Postes et des nouvelles rues d'accès (1880).

Lors de l'été 2009, le bureau de poste de Paris - Louvre (sa dénomination officielle auprès du groupe La Poste) a modernisé son accueil au public grâce à des travaux d'embellissement. Un bureau de poste voisin a, pendant cette période, repris ses services avec la même amplitude horaire diurne et nocturne. L'ancienne rangée de guichets munis de vitres a été remplacée, comme dans de nombreux autres bureaux de poste, par des comptoirs et par des tables isolées situées à différents emplacements. Des présentoirs de marchandises vendues par La Poste ont également été installés au centre de l'espace.

#### Rénovation et réorganisation architecturales

##### Le projet de rénovation
Un projet de rénovation et de réorganisation est proposé en 2012. Confié à l'architecte Dominique Perrault, celui-ci a pour but de réaffecter les 35 000 mètres carrés de locaux du plus grand centre de distribution de courrier en France, lequel a sous sa responsabilité quatre arrondissements de la capitale. 
Le projet prévoit de transformer le bâtiment, notamment en le faisant transiter vers un usage mixte. Outre le bureau de poste, il devra accueillir des logements sociaux, un hôtel de luxe sur les deux derniers étages (ainsi qu'un restaurant et une terrasse panoramique) et une place intérieure végétalisée organisée autour de commerces. L'accueil du public est maintenu au rez-de-chaussée et les sous-sols abriteront toujours le parking des véhicules postaux. Le premier étage et son entresol deviendront des bureaux. 
Le projet vise les certifications environnementales HQE, LEED, BREEAM et Patrimoine Habitat et Environnement. Des panneaux solaires sont ainsi prévus sur les toits associés à un système de récupération de l'eau de pluie et une toiture végétale.
Cette réorganisation prend forme dans un contexte où le quartier connaît un renouvellement architectural et muséal important (Canopée des Halles, Bourse de commerce-Collection Pinault, Louvre des antiquaires, La Samaritaine, etc.).

##### Les travaux de rénovation: retards et surcoûts
Pour permettre la concrétisation de cet ambitieux projet de rénovation concernant l'ensemble du bâtiment, le bureau de poste avait fermé ses portes le 20 mai 2015 avec un transfert provisoire des services postaux et financiers correspondants dans un bureau de remplacement situé à 400 mètres, au 16 rue Étienne-Marcel, avec les mêmes services et la même amplitude horaire.

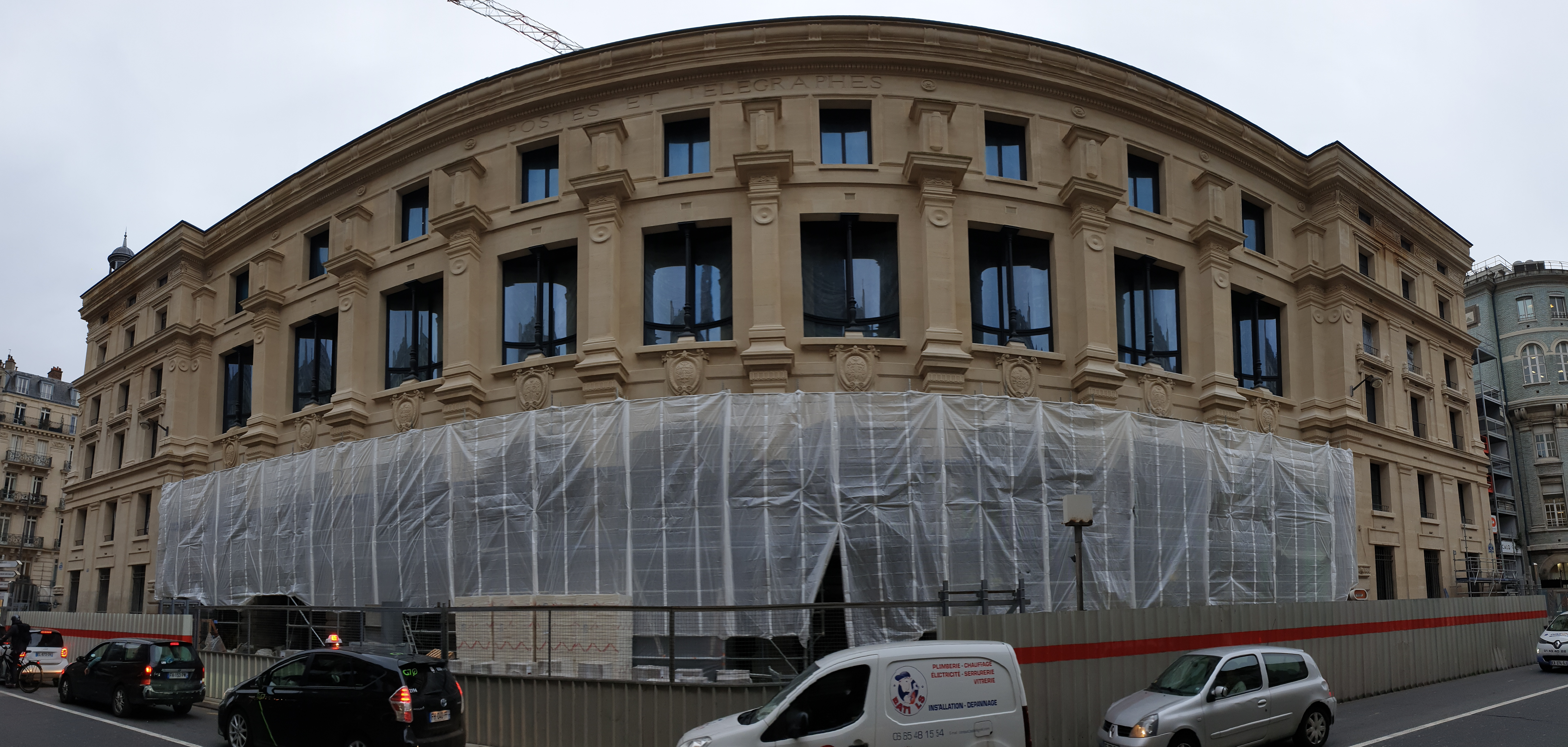
Vue de la façade en chantier de la poste centrale du Louvre en février 2020.

Au début du projet, le coût total de la rénovation est estimé à 140 millions d’euros. Cependant, en juin 2018, le directeur général de Poste Immo, Rémi Feredj, annonce qu’il y aura entre six et neuf mois de retard et que la livraison est prévue pour le premier ou second trimestre 2020,. Cela aura pour conséquences d'augmenter la facture finale et de déstabiliser le partenariat Poste Immo et Bouygues Bâtiment. Les deux groupes entrent en conflit pour savoir qui doit payer les surcoûts du chantier. Pour sa part Elegancia Hotels, chargée du volet hôtelier du projet, décide de quitter le projet en cédant ses titres de participation aux sociétés GLT et Novaxia.
Le 2 juin 2020, le bâtiment est menacé par les flammes d'un incendie, vraisemblablement provoqué par une fuite de gaz.

##### Le bilan des travaux de rénovation
Entamés début 2016 et devant initialement s'achever mi-2018, les travaux de rénovation et de restructuration se seront en définitive étalés sur presque six années, accusant un retard conséquent généré par de multiples causes incluant un fastidieux travail imprévu de désamiantage et de dépollution, un incendie et l'impact de la crise sanitaire de la pandémie de Covid-19.
En louant ces locaux totalement rénovés dont elle est demeurée propriétaire, Poste Immo, foncière du groupe La Poste, espère amortir les 150 millions d'euros investis dans ce chantier qui constitue alors le plus important du groupe en Île-de-France.

## Présentation et particularités

### Un bureau de poste unique en France

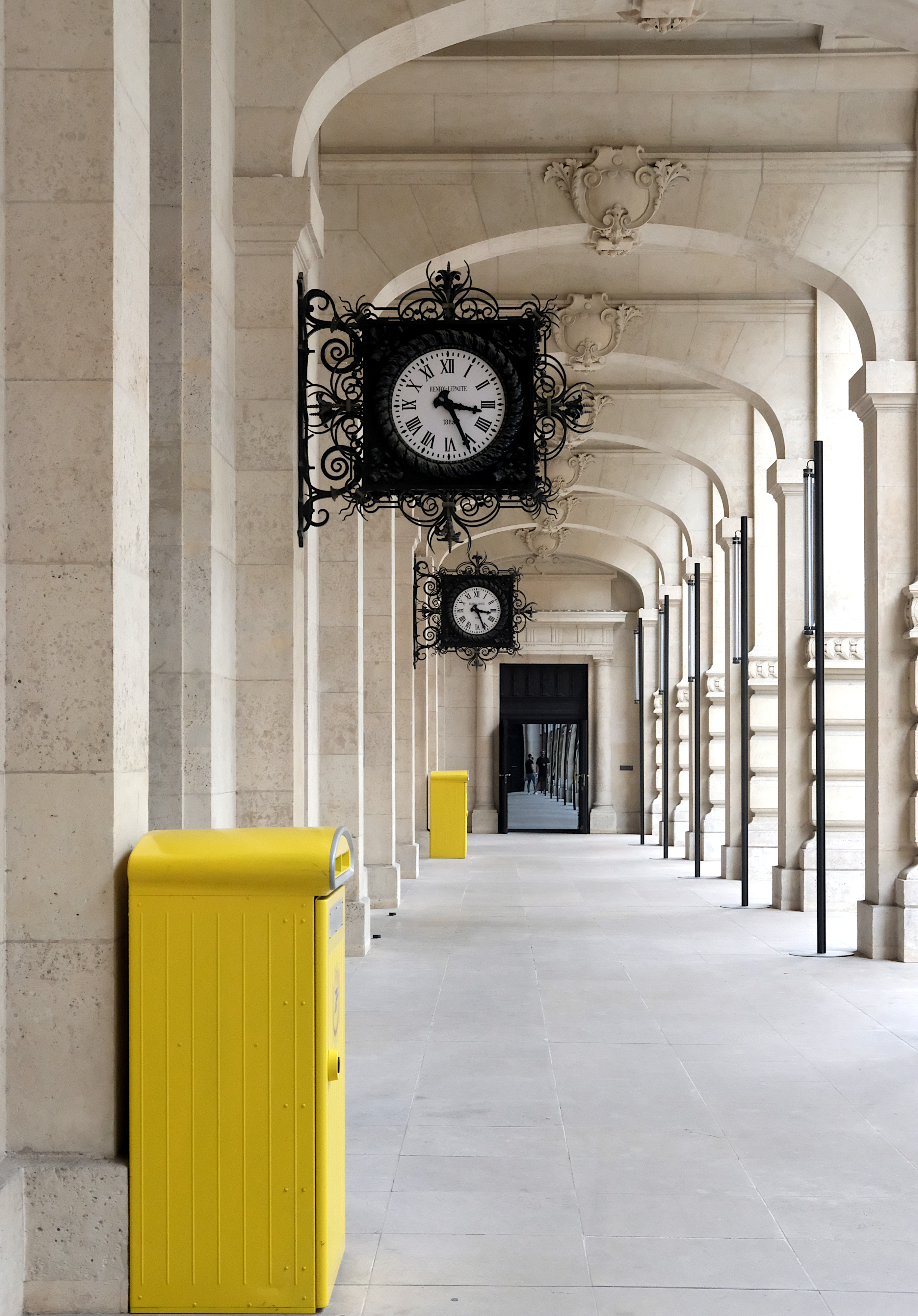
Hall de la poste centrale du Louvre (2023).

Ce lieu assure un service singulier aux particuliers, entreprises et administrations car c'est le seul bureau de poste français à être ouvert jusqu'à minuit.
D'ailleurs, avant sa rénovation, la poste centrale du Louvre présentait la particularité d'être ouverte tous les jours de l'année (sauf quelques jours fériés) et toute la nuit, à l'exception du créneau allant de 6 h à 8 h du matin, réservé au nettoyage et à des opérations informatiques de maintenance et de sauvegarde.
Depuis sa réouverture, ce site reste ouvert en continu tous les jours de l'année mais l'amplitude horaire s'est réduite à 16 heures par jour (14 heures par jour, le dimanche et certains jours fériés). L'horaire de la dernière levée du courrier et des colis a également été avancée à 18 h (au lieu de 20 h voire 22 h pour l'Île-de-France).
Cependant, tout courrier déposé aux guichets de ce bureau avant minuit se voit apposer un cachet comportant la date du jour, même si le courrier ne part, de fait, que le lendemain. 
Sa très large amplitude horaire rend ainsi ce bureau précieux pour toute démarche nécessitant le respect d'une date butoir (déclaration et paiement d'un impôt, inscription à un concours administratif, recours de procédure judiciaire ou administrative, envoi de procurations de vote, etc.).
Même si le bureau en lui-même est ouvert jusqu'à minuit, toutes les opérations ne sont pas possibles à toute heure. Par exemple, la philatélie n'est disponible qu'aux heures habituellement ouvrables. De plus, depuis sa réouverture le 18 janvier 2022 après sa longue rénovation, les opérations financières liées à La Banque postale ne sont plus possibles, seuls des automates (de retrait et de dépôt de billets de banque) restent disponibles.

### Horaires d'ouverture et des levées
| Jour                       | Horaires d'ouverture | Levée des lettres et des colis standards | Levée des colis Chronopost |
| -------------------------- | -------------------- | ---------------------------------------- | -------------------------- |
| Lundi à vendredi           | De 8 h 30 à 22 h     | 18 h sauf vendredi                       | 21 h 30                    |
| Samedi                     | De 8 h 30 à 22 h     | 12 h                                     | 17 h 30                    |
| Dimanche (et jours fériés) | De 10 h à 22 h       | pas de levée                             | 14 h 30                    |

### Accès
La poste centrale du Louvre est desservie par :
- les stations de métro : Louvre - Rivoli (1), Les Halles (4) et Sentier (3);
- la gare de Châtelet - Les Halles.

### Livres
- Si Paris RP m’était conté. Comité pour l’histoire de La Poste, Paris 2008,  (ISBN 2-9523848-7-8) (PDF)

### Articles de journaux
- Jacques-Franck Degioanni, « Dominique Perrault dévoile son projet pour la Poste de la rue du Louvre », Le Moniteur,‎ 7 septembre 2012 (lire en ligne).
- Béatrice de Rochebouet, « Coup d'envoi de la rénovation de la poste du Louvre », Le Figaro,‎ 7 septembre 2012 (lire en ligne).
- Anne-Marie Fèvre, « Dominique Perrault fidèle au poste », Libération,‎ 30 décembre 2012 (lire en ligne).
- Bénédicte Bonnet Saint-Georges, « La Poste du Louvre ne sera pas classée, mais elle sera cassée », La Tribune de l'art,‎ 27 mars 2014 (lire en ligne).
- Mathilde Visseyrias, « Un hôtel design à la Poste du Louvre », Le Figaro,‎ 8 octobre 2014 (lire en ligne).
- Christine Henry, « C’est parti pour le gigantesque chantier de la Poste du Louvre », Le Parisien,‎ 18 mai 2015 (lire en ligne)
- Jean-Yves Guérin, « À Paris, la Poste de la rue du Louvre entame sa mue », Le Figaro,‎ 26 juin 2015 (lire en ligne)

### Sources sur le web
- La Poste du Louvre, site internet dédié au projet de rénovation
- Présentation du projet sur le site de Poste Immo, fililale immobilière du Groupe La Poste
- Présentation du projet sur le site de Dominique Perrault, architecte
- Plan, élévations de l'hôtel des Postes, dans ArchiWebture, base de données du centre d'archives de l'Institut français d'architecture (Cité de l'architecture et du patrimoine)
- Projet de reconversion de la poste du Louvre